# Love Tricky
Albums de Ai Ōtsuka
Love Fantastic
(2014)
Love Tricky est le 7ealbum de Ai Ōtsuka, sorti sous le label Avex Trax le 22 avril 2015 au Japon. Il atteint la 24e place du classement de l'Oricon. Il se vend à 3 146 exemplaires la première semaine et reste classé 3 semaines pour un total de 3 822 exemplaires vendus. Il sort en format CD, CD+DVD.

## Liste des titres
| 1.  | Time Machine (タイムマシーン)     |  |
| 2.  | Laugh                             |  |
| 3.  | Summer lovely days                |  |
| 4.  | Affair                            |  |
| 5.  | I'm lonely                        |  |
| 6.  | Reach for the moon                |  |
| 7.  | Shooting Star                     |  |
| 8.  | Parallel World (パラレルワールド) |  |
| 9.  | Busy Lady                         |  |
| 10. | End and and ~10,000 hearts~       |  |

DVD
1. LOVE Tricky -Music Clip-
2. from Love is Born ~11th Anniversary 2014~ 2014.9.22 Billboard Live Tokyo (ビルボードライブ東京) -Bonus 1- (-特典映像 1-) :
  1. Toilet Paper Blues (トイレットペーパーブルース)
  2. One×Time
  3. Smily
  4. Shachihata (シヤチハタ)
  5. Tokyo Midnight (東京ミッドナイト)
3. Love Tricky (Interview)